# 阿里山水晶蘭
阿里山水晶蘭（学名：Cheilotheca macrocarpa），又名大果假水晶兰，为鹿蹄草科水晶蘭屬下的一个种。
其與水晶蘭非常容易分辨，阿里山水晶蘭植株為純白色，全株光滑，柱頭白色；而水晶蘭則為白色略帶淡粉紅色，其花瓣內側，花絲皆密生長毛，柱頭紫色。